# Cosmia limopa
Cosmia limopa är en fjärilsart som beskrevs av Saalmüller 1891. Cosmia limopa ingår i släktet Cosmia och familjen nattflyn. Inga underarter finns listade i Catalogue of Life.